# ريموند ماسي
ريموند ماسي (بالإنجليزية: Raymond Massey)‏ هو كاتب سيناريو وممثل أمريكي وكندي، ولد في 30 أغسطس 1896 بتورونتو في كندا، وتوفي في 29 يوليو 1983 بلوس أنجلوس في الولايات المتحدة بسبب ذات الرئة. بدأ مشواره المهني سنة 1928.

## أعمال

### أفلام
- (1937) إعصار
- (1941) النظير 49
- (1955) شرق عدن[7][8][9]
- (1962) كيف غلب الغرب[10][11]

## ترشيحات
- جائزة الأوسكار لأفضل ممثل (1940)

## وصلات خارجية
- ريموند ماسي على موقع IMDb (الإنجليزية)
- ريموند ماسي على موقع الموسوعة البريطانية (الإنجليزية)
- ريموند ماسي على موقع روتن توميتوز (الإنجليزية)
- ريموند ماسي على موقع ألو سيني (الفرنسية)
- ريموند ماسي على موقع تيرنر كلاسيك موفيز (الإنجليزية)
- ريموند ماسي على موقع أول موفي (الإنجليزية)
- ريموند ماسي على موقع قاعدة بيانات برودواي على الإنترنت (الإنجليزية)
- ريموند ماسي على موقع قاعدة بيانات الأفلام السويدية (السويدية)
- ريموند ماسي على موقع إن إن دي بي (الإنجليزية)
- ريموند ماسي على موقع ديسكوغز (الإنجليزية)